# Ruine Itkon
Die Ruine Itkon ist die Ruine einer mittelalterlichen Kammburg im Ergolztal im Schweizer Kanton Basel-Landschaft. Die Burg und das dazugehörende Dorf sind auch unter den Namen Eikon, Ittikon und Ickten dokumentiert.

## Lage
Nördlich von Sissach (auf der Gemeindegrenze zwischen Sissach und Böckten) liegt die Ruine Itkon in unmittelbarer Nachbarschaft (100 Meter nördlich) zur Ruine Bischofstein bei 710 m ü. M. auf dem Kamm des Chienberges. Sie ist zwar aus der Ferne nicht zu sehen, aber von Sissach oder von der Sissacherfluh her auf Wander- und Fusswegen gut zu erreichen.

## Anlage

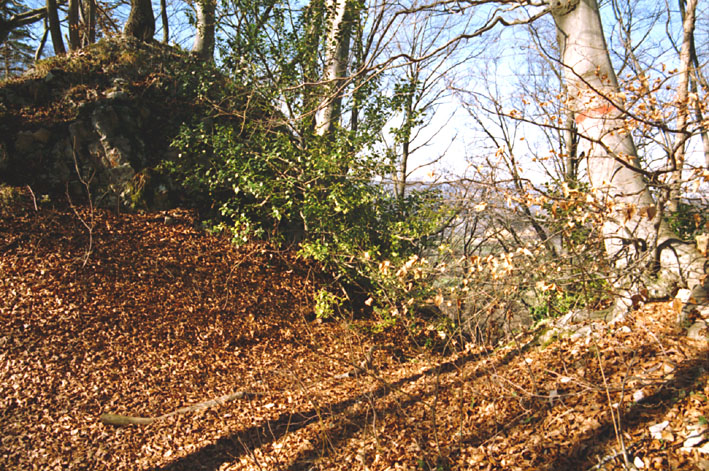
Nördlichster Halsgraben, vermutlich sogar prähistorischer Zeitstellung (März 2010)

Die Burg Itkon wurde zwischen zwei tiefen Halsgräben errichtet, die quer in den Bergkamm geschrotet wurden. Am nördlichen Ende der Anlage befindet sich ein weiterer, kleinerer Halsgraben, der eventuell schon in prähistorischer Zeit – im Zusammenhang mit der Wehrsiedlung Sissacherfluh – gegraben wurde. Bisher wurden nur wenige schrittweise Grabungen durchgeführt, meist als Anhängsel bei archäologischen Arbeiten an der benachbarten Ruine Bischofstein. Dabei wurden geringe Mauerspuren entdeckt, die einerseits als gemörtelte Mauern interpretiert werden und andererseits sogar als Trockenmauern aufgeführt wurden. Auch eine kleine Grube wurde entdeckt, auf deren Verwendung aber ohne weitere Grabungen nicht geschlossen werden kann. Ein Grund für die wenigen Mauerspuren dürfte darin zu finden sein, dass die Herren von Eptingen die zu dem Zeitpunkt wohl schon baufällige Ruine Itkon als Baumateriallieferant bei der Errichtung der Burg Bischofstein ausbeuteten. 

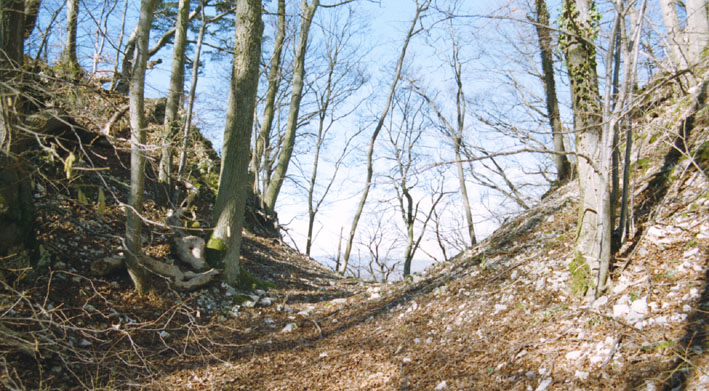
Südlicher Halsgraben (März 2010)

## Geschichte
Über die Bauzeit sind keine Dokumente erhalten. Die bisher gemachten, wenigen Bodenfunde deuten aber auf eine Besiedlung ab der ersten Hälfte des 12. Jahrhunderts bis in die zweite Hälfte des 13. Jahrhunderts. Urkundlich fassbar ist ab der ersten Hälfte des 13. Jahrhunderts auch ein Geschlecht von Itkon, das aber um 1250 ausstarb. Diese hatten sich nach einem in der Nähe gelegenen Dorf im Brunnmatttal (nordwestlich Sissach, Flurname Ikte) benannt, das aber heute nicht mehr existiert.
Nach dem Aussterben der Familie Itkon übernahmen die Herren von Eptingen den Besitz und errichteten die Burg Bischofstein.